# Mlinše
Mlinše – wieś w Słowenii, w gminie Zagorje ob Savi. W 2018 roku liczyła 260 mieszkańców.